# Eufairmairia densus
Eufairmairia densus är en insektsart som beskrevs av Walker 1859. Eufairmairia densus ingår i släktet Eufairmairia och familjen hornstritar. Inga underarter finns listade i Catalogue of Life.